# ماجراهای قصر یانکسی
ماجراهای قصر یانکسی (به چینی: 延禧攻略) یک سریال تاریخی چینی می‌باشد که توسط یو ژنگ کارگردانی شده‌است. این سریال بر اساس رمانی با همین نام به نویسندگی ژو مو ساخته شده‌است. این سریال از زمان پخش بیش از ۱۵ میلیارد بار دیده شده‌است.
این سریال در بیش از ۷۰ مارکت جهانی عرضه شده و به یکی از پرطرفدارترین سریال‌ها خصوصاً در آسیا بدل گشته‌است. این سریال به عنوان بیشترین سریال جستجو شده در گوگل در سال ۲۰۱۸ شناخته می‌شود.